# Preuilly-sur-Claise
Preuilly-sur-Claise – miejscowość i gmina we Francji, w Regionie Centralnym, w departamencie Indre i Loara.
Według danych na rok 1990 gminę zamieszkiwało 1427 osób, a gęstość zaludnienia wynosiła 119 osób/km² (wśród 1842 gmin Regionu Centralnego Preuilly-sur-Claise plasuje się na 280. miejscu pod względem liczby ludności, natomiast pod względem powierzchni na miejscu 1044.).